# Melithaea

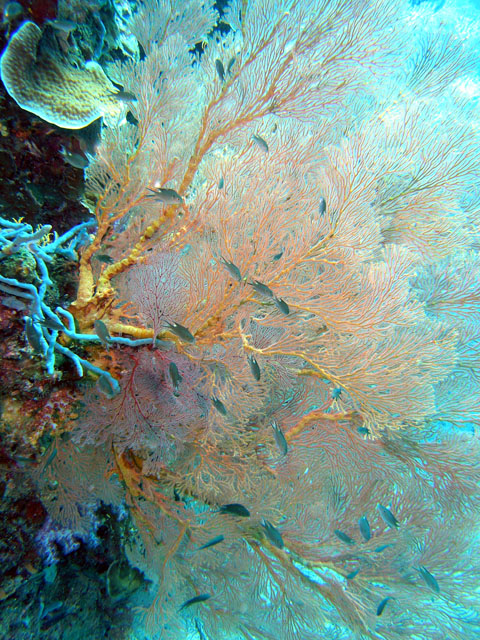
Melithaea ochracea

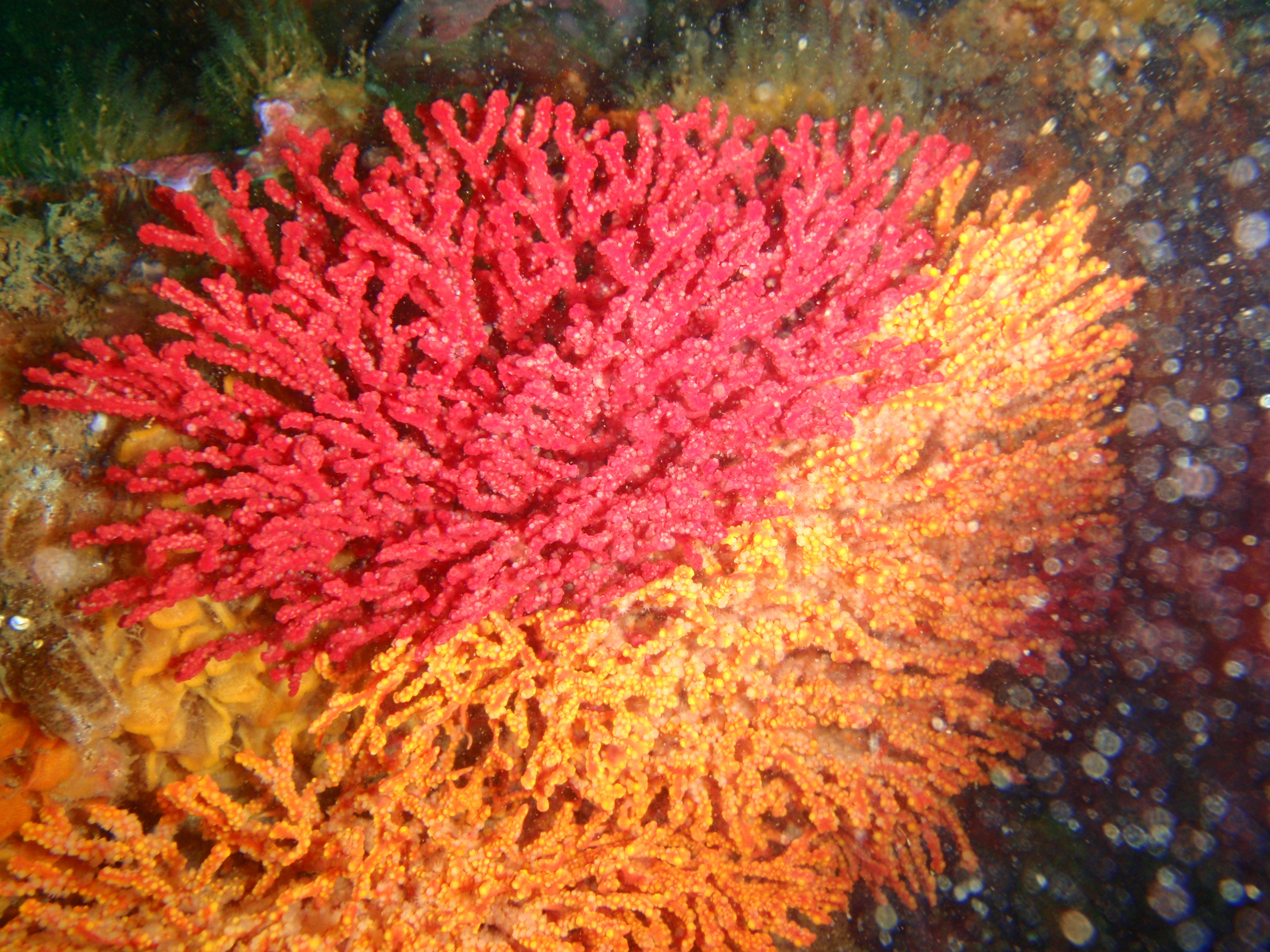
Melithaea rubra

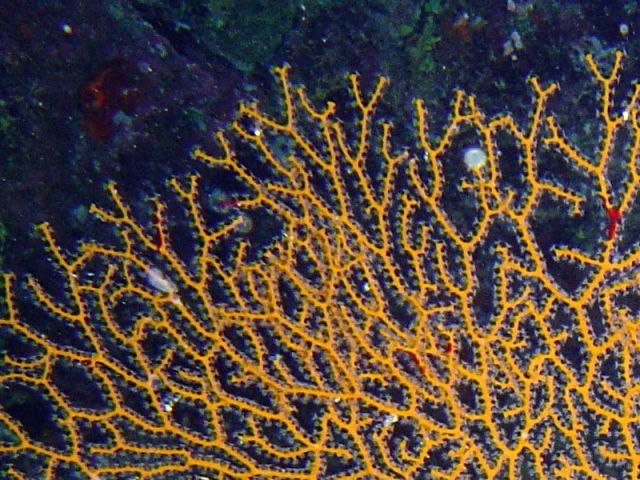
Melithaea sinaica

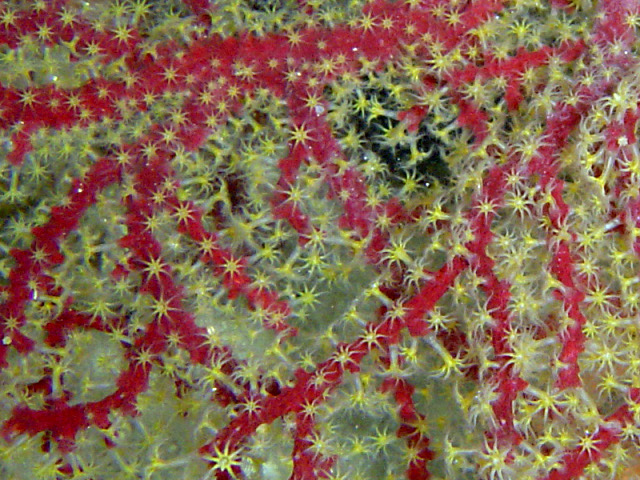
Melithaea splendens

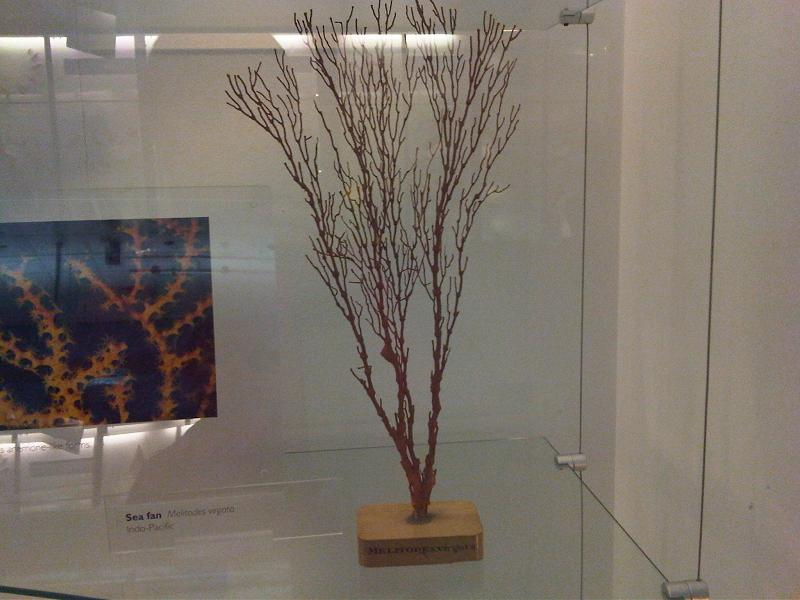
Melithaea virgata

A Melithaea a virágállatok (Anthozoa) osztályának a szarukorallok (Alcyonacea) rendjébe, ezen belül a Scleraxonia alrendjébe és a Melithaeidae családjába tartozó nem.
Alcsaládjának az egyetlen neme és családjának a típusneme.

## Rendszerezés
A nembe az alábbi 113 faj tartozik:
- Melithaea acuta (Gray, 1870)
- Melithaea africana (Kükenthal, 1908)
- Melithaea akalyx (Kükenthal, 1908)
- Melithaea albitincta (Ridley, 1884)
- Melithaea amboinensis (Hentschel, 1903)
- Melithaea andamanensis (van Ofwegen, 1987)
- Melithaea arborea (Kükenthal, 1908)
- Melithaea atrorubens (Gray, 1870)
- Melithaea aurantia (Esper, 1798)
- Melithaea australis (Gray, 1868)
- Melithaea baladea (Grasshoff, 1999)
- Melithaea bicolor (Nutting, 1908)
- Melithaea biserialis (Kükenthal, 1908)
- Melithaea boninensis Matsumoto & van Ofwegen, 2015
- Melithaea braueri (Kükenthal, 1919)
- Melithaea caledonica Grasshoff, 1999
- Melithaea capensis (Studer, 1878)
- Melithaea cinquemiglia (Grasshoff, 1999)
- Melithaea clavigera (Ridley, 1884)
- Melithaea coccinea (Ellis & Solander, 1786)
- Melithaea contorta Dean, 1932
- Melithaea corymbosa (Kükenthal, 1908)
- Melithaea delicata (Hickson, 1940)
- Melithaea dichotoma (Linnaeus, 1758)
- Melithaea divaricata (Gray, 1859)
- Melithaea doederleini Matsumoto & van Ofwegen, 2015
- Melithaea dubia (Broch, 1916)
- Melithaea ellisi (Hickson, 1937)
- Melithaea elongata (Gray, 1859)
- Melithaea erythraea (Ehrenberg, 1834)
- Melithaea esperi (Wright & Studer, 1889)
- Melithaea flabellata (Gray, 1870)
- Melithaea flabellum (Thomson & Mackinnon, 1910)
- Melithaea formosa (Nutting, 1911)
- Melithaea fragilis (Wright & Studer, 1889)
- Melithaea frondosa (Brundin, 1896)
- Melithaea furcata (Thomson, 1916)
- Melithaea gracilis (Gray, 1859)
- Melithaea gracillima (Ridley, 1884)
- Melithaea haddoni (Hickson, 1937)
- Melithaea harbereri (Kükenthal, 1908)
- Melithaea hendersoni Reijnen, McFadden, Hermanlimianto & van Ofwegen, 2014
- Melithaea hicksoni (Nutting, 1911)
- Melithaea isonoi Matsumoto & van Ofwegen, 2015
- Melithaea japonica (Verrill, 1865)
- †Melithaea keramaensis Matsumoto & van Ofwegen, 2015
- Melithaea klunzingeri (Kükenthal, 1908)
- Melithaea kuea (Grasshoff, 1999)
- Melithaea laevis (Wright & Studer, 1889)
- Melithaea linearis (Gray, 1870)
- Melithaea mabahissi (Hickson, 1940)
- Melithaea maldivensis (van Ofwegen, 1987)
- Melithaea mcqueeni Reijnen, McFadden, Hermanlimianto & van Ofwegen, 2014
- Melithaea mertoni (Kükenthal, 1909)
- Melithaea modesta (Kükenthal, 1908)
- Melithaea moluccana (Kükenthal, 1896)
- Melithaea mutsu (Minobe, 1929)
- Melithaea nodosa (Wright & Studer, 1889)
- Melithaea nuttingi (Hickson, 1937)
- Melithaea occidentalis Duchassaing, 1870
- Melithaea ochracea (Linnaeus, 1758) - típusfaj
- Melithaea omanensis (van Ofwegen, 1987)
- Melithaea ornata (Thomson & Simpson, 1909)
- Melithaea ouvea (Grasshoff, 1999)
- Melithaea oyeni Matsumoto & van Ofwegen, 2015
- Melithaea philippinensis (Wright & Studer, 1889)
- Melithaea planiloca (Ridley, 1888)
- Melithaea planoregularis (Kükenthal, 1909)
- Melithaea pulchella (Thomson & Simpson, 1909)
- Melithaea pulchra (Hickson, 1937)
- Melithaea ramulosa (Kükenthal, 1909)
- Melithaea retifera (Lamarck, 1816)
- Melithaea robusta (Shann, 1912)
- Melithaea roemeri (Kükenthal, 1908)
- Melithaea rubeola (Wright & Studer, 1889)
- Melithaea rubra (Esper, 1789)
- Melithaea rubrinodis (Gray, 1859)
- Melithaea rugosa (Wright & Studer, 1889)
- Melithaea ryukyuensis Matsumoto & van Ofwegen, 2015
- Melithaea sagamiensis Matsumoto & van Ofwegen, 2015
- Melithaea sanguinea (Kükenthal, 1908)
- Melithaea satsumaensis Matsumoto & van Ofwegen, 2015
- Melithaea serrata (Ridley, 1884)
- Melithaea shanni Reijnen, McFadden, Hermanlimianto & van Ofwegen, 2014
- Melithaea sinaica (Grasshoff, 2000)
- Melithaea singularis (Thomson, 1916)
- Melithaea sinuata (Wright & Studer, 1889)
- Melithaea spinosa (Kükenthal, 1878)
- Melithaea splendens (Thomson & McQueen, 1908)
- Melithaea spongiosa (Nutting, 1911)
- Melithaea squamata (Nutting, 1911)
- Melithaea squarrosa (Kükenthal, 1909)
- Melithaea stiasnyi (van Ofwegen, 1989)
- Melithaea stormii (Studer, 1895)
- Melithaea studeri (Nutting, 1911)
- Melithaea suensoni Matsumoto & van Ofwegen, 2015
- Melithaea superba (Kükenthal, 1919)
- Melithaea tanseii Matsumoto & van Ofwegen, 2015
- Melithaea tenella (Dana, 1846)
- Melithaea tenuis (Kükenthal, 1908)
- Melithaea textiformis (Lamarck, 1815)
- Melithaea thomsoni (Broch, 1916)
- Melithaea thorpeae Reijnen, McFadden, Hermanlimianto & van Ofwegen, 2014
- Melithaea tokaraensis Matsumoto & van Ofwegen, 2015
- Melithaea tongaensis (Kükenthal, 1908)
- Melithaea triangulata (Nutting, 1911)
- Melithaea trilineata (Thomson, 1917)
- Melithaea undulata (Kükenthal, 1908)
- Melithaea valdiviae (Kükenthal, 1908)
- Melithaea variabilis (Hickson, 1905)
- Melithaea virgata (Verrill, 1846)
- Melithaea wrighti Reijnen, McFadden, Hermanlimianto & van Ofwegen, 2014
- Melithaea zimmeri (Kükenthal, 1908)

A Melithaea squamosa Nutting nomen nudumnak, azaz „csupasz névnek” számít, mivel tudományos névnek tűnik, ám nem az, mivel (még) nem publikálták egy megfelelő leírás kíséretében.